# Andrzej Danysz
Andrzej Witold Danysz (ur. 22 lutego 1924 w Warszawie, zm. 2 grudnia 2022 tamże) – polski lekarz, profesor nauk medycznych, współtwórca radiofarmakologii, powstaniec warszawski.

## Życiorys
W czasie II wojny światowej był żołnierzem Armii Krajowej, walczył w powstaniu warszawskim, w szeregach batalionu „Harnaś”, w stopniu kaprala podchorążego, pseudonim „Filozof”. Opuścił Warszawę z ludnością cywilną.
W latach 1942–1944 uczył się w tajnej Szkole Asystentów Lekarskich w Warszawie, po zakończeniu II wojny światowej studiował medycynę na Uniwersytecie Jagiellońskim, studia ukończył w 1948, następnie pracował na macierzystej uczelni, w Zakładzie Farmakologii, w 1949 obronił pracę doktorską. W latach 1950–1957 pracował w Akademii Medycznej w Łodzi, w Zakładzie Patologii Ogólnej oraz jako wykładowca w Wojskowym Centrum Wyszkolenia Medycznego w Łodzi, w latach 1957–1969 w Akademii Medycznej w Białymstoku, gdzie kierował Zakładem Farmakologii, gdzie w 1961 habilitował się na podstawie pracy Odczynowość zakończeń adrenergicznych i cholinergicznych w ostrej chorobie popromiennej. W latach 1969–1992 pracował w Instytucie Leków, gdzie kierował Zakładem Farmakologii, od 1983 do 1991 był dyrektorem Instytutu, w 1970 otrzymał tytuł profesora nadzwyczajnego, w 1980 profesora zwyczajnego. W latach 1992–1994 pracował w Instytucie Farmaceutycznym, gdzie kierował Zakładem Farmakologii.
W swoich badaniach zajmował się chemiczną radioochroną organizmu, stworzył koncepcję celowanej farmakoterapii narządowej, w ramach której zajmował się dystrybucją leków za pomocą tzw. aktywatorów membranowych używanych do wybiórczego nagromadzenia leku w chorym narządzie. Opublikował m.in. Radiofarmakologia. Działanie leków w ustroju napromienionym (1969 – z Danutą Koćmierską-Grodzka), Podstawy antybiotykoterapii (1974 – z Januszem Jeljaszewiczem), Podstawy chemioterapii (1983 – z Januszem Jeljaszewiczem i Jadwigą Mészáros).
Od 1983 jest członkiem korespondentem, od 1988 członkiem zwyczajnym Towarzystwa Naukowego Warszawskiego, należał do członków założycieli Polskiego Towarzystwa Farmakologicznego (1965) i Polskiego Towarzystwa Badań Radiacyjnych (1967), był członkiem Komitetu Terapii PAN, Komitetu Nauk Fizjologicznych PAN i Komitetu Nauki o Leku PAN. W 1999 został przewodniczącym Koła Lekarzy i Medyków Powstania Warszawskiego.
W 1989 otrzymał tytuł doktora honoris causa Akademii Medycznej w Białymstoku. Został odznaczony Złotym Krzyżem Zasługi (1976), Krzyżem Kawalerskim (1982), Krzyżem Oficerskim (w 1994 za wybitne zasługi w pracy naukowej i dydaktycznej) oraz Krzyżem Komandorskim (w 2004 za wybitne zasługi w działalności na rzecz niepodległości Rzeczypospolitej Polskiej, za osiągnięcia w pracy społecznej w organizacjach kombatanckich (M.P. nr 56 z 2004, poz. 939) Orderu Odrodzenia Polski.